# Robert Smalls (Schiff)
Die USS Robert Smalls (CG-62) ist ein Lenkwaffenkreuzer der Ticonderoga-Klasse in Diensten der United States Navy. Der Kreuzer wurde im Jahr 2023 zu Ehren des Seemanns und Politikers Robert Smalls umbenannt. Zuvor hatte er seit 1988 den Namen USS Chancellorsville getragen, um an die Schlacht bei Chancellorsville zu erinnern.

## Geschichte
CG-62 wurde 1984 in Auftrag gegeben und 1987 bei Ingalls Shipbuilding auf Kiel gelegt. Nach einer Bauzeit von nur wenig mehr als einem Jahr wurde der Kreuzer vom Stapel gelassen und auf den Namen USS Chancellorsville getauft. Ende 1989 wurde die Chancellorsville in Dienst gestellt.
1991 verlegte die Chancellorsville erstmals im Rahmen des Zweiten Golfkrieges. 1993 folgte, an der Seite von der Nimitz, die nächste Verlegung in die Region. Am 26. Juni schoss der Kreuzer neun BGM-109 Tomahawk auf Ziele im Irak ab, als Reaktion auf Attentatspläne gegen den ehemaligen US-Präsidenten George H. W. Bush. Eine weitere Verlegung in den Golf folgte 1995.
1997 wurde die Chancellorsville zur Drogenbekämpfung in der Karibik eingesetzt, darauf folgte eine neunmonatige Überholung. Nachdem diese beendet war, wurde das Schiff permanent nach Japan verlegt. 1999 eskortierte sie von dort aus mit der Curtis Wilbur die Kitty Hawk im Rahmen der Operation Southern Watch wiederum in den Golf. Chancellorsville wurde 2001 wieder an der Seite von Kitty Hawk in der Operation Enduring Freedom eingesetzt. Zum Unabhängigkeitstag in Russland 2002 lag die Chancellorsville mit der Fort McHenry, einem Docklandungsschiff der Whidbey-Island-Klasse, in Wladiwostok. 2003 begleitete der Kreuzer den Besuch zweier chinesischer Schiffe im Apra Harbor, Guam.
2004 bis 2006 nahm sie an mehreren Übungen teil und kehrte im Oktober 2006 zurück nach San Diego. 2007 fuhr die Chancellorsville an der Seite der Ronald Reagan und verlegte 2008 mit dieser in den Persischen Golf. 2009 folgte eine weitere Fahrt mit der Ronald Reagan in den Pazifik. Im Sommer 2010 nahm der Kreuzer am multinationalen Manöver RIMPAC teil. Im März 2011 wurde das Schiff an der Seite der Ronald Reagan vor die Küste Japans geschickt, um nach dem Tōhoku-Erdbeben für Nothilfe bereitzustehen.
Bei einem Übungsschießen vor Naval Air Station Point Mugu an der Küste Kaliforniens im November 2013 erlitt Chancellorsville durch den Absturz einer Zieldarstellungsdrohne Schäden am vorderen Decksaufbau und darin untergebrachter Rechnerausstattung. Chancellorsville war als Erprobungsträger für die Version Baseline 9 des Aegis-Kampfsystems ausgerüstet, der Flug der Drohne des Typs BQM-74E sollte dem Einmessen der Systeme dienen. Die Reparatur dauerte ein halbes Jahr.
Mit der neuen Aegis-Systemversion ist Chancellorsville sowohl für die Abwehr von Luftzielen als auch von ballistischen Raketen geeignet und wurde im Jahr 2015 in Yokosuka stationiert.

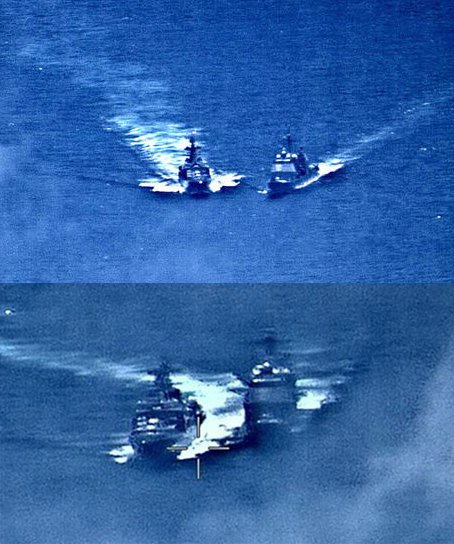
Zwei Standbilder aus einer Videoaufzeichnung des Fastzusammenstoßes. Links Admiral Winogradow, rechts Chancellorsville.

2019 war USS Chancellorsville in eine Beinahe-Kollision mit dem Schiff Admiral Winogradow der Russischen Seekriegsflotte verwickelt. Dabei näherten sich die Schiffe bis auf die riskante Nähe von 15 bis 30 Metern. Der US-Lenkwaffenkreuzer und der auf U-Boot-Jagd spezialisierte Zerstörer der Udaloy-Klasse waren am 7. Juni 2019 nach amerikanischen Angaben in der Philippinischen See und nach russischen Angaben im Ostchinesischen Meer unterwegs und kreuzten ihren jeweiligen Kurs. Jede Seite gab der jeweils anderen Seite die Schuld an dem Vorfall: Während die US-Marine mitteilte, Admiral Winogradow habe ihrem Schiff die Vorfahrt genommen, erklärte die russische Marine, Chancellorsville habe plötzlich ihren Kurs geändert. Die militärischen Konfrontation zwischen zwei Großmächten erregte weltweite Aufmerksamkeit. Die Luftbilder zeigen eindeutig, wie das russische Schiff die Richtung wechselt, während das amerikanische seinen Kurs beibehält.

Am 28. August 2022 durchfuhren die Kreuzer Antietam und Chancellorsville demonstrativ die Taiwanstraße. China beansprucht die Taiwanstraße für sich. Bereits 2019 und 2020 hatte Chancellorsville unter Berufung auf das Seerechtsübereinkommen der Vereinten Nationen die Meerenge befahren.

## Schiffsname
USS Chancellorsville wurde am 1. März 2023 in USS Robert Smalls umbenannt. Der neue Name erinnert an den Seemann und Politiker Robert Smalls, der es vom Sklaven bis zum Abgeordneten im US-Repräsentantenhaus brachte. Smalls hatte sich und andere an Bord eines Schiffes der Konföderierten Staaten von Amerika aus Sklaverei befreit.
Der Kreuzer war 1988 auf den Namen USS Chancellorsville getauft worden, um an die Schlacht bei Chancellorsville zu erinnern. Dort hatte während des Sezessionskriegs im Jahr 1863 die konföderierte Nord-Virginia-Armee unter Robert Edward Lee die doppelt so große Potomac-Armee unter Joseph Hooker geschlagen. Eine solche Umbenennung während der aktiven Dienstzeit eines ansonsten unveränderten Schiffs wird selten vorgenommen.